# Hybodontiformes
Ordre
Les Hybodontiformes forment un ordre éteint de requins, disparus il y a 66 millions d'années à la fin du Crétacé.
Ils se trouvaient aussi bien dans les mers et océans qu'en eau douce. Les Hybodontiformes étaient équipés d'une mâchoire puissante qui leur permettait de broyer n'importe quelle carapace. 

## Liste desfamilles
- † Acrodontidae Casier, 1959
- † Hybodontidae Owen, 1846
- † Lonchidiidae Herman, 1977
- † Polyacrodontidae Glückman, 1964
- † Ptychodontidae Jaekel, 1989
- † Steinbachodontidae Reif, 1980
- † Wapitiodidae Mutter, de Blanger & Neuman, 2007

## Genre
- Onychoselache
- Lissodus
- Hybodus
- Ptychodus 
  - Ptychodus mortoni